# Карнабон
Карнабон (на старогръцки: Χαρναβών, gen. Χαρναβώντος, Carnabon, Charnabon) е митичен цар на тракийското племе гети.
Той е споменат от Софокъл в пиесата за Триптолем. Хигин пише, че Карнабон (Carnabon) убива един от двата дракона на Триптолем и Деметра за наказание го изпраща заедно с убития дракон на небето, където се появява като съзвездието Змиеносец (Ophiuchus).